# Maxim Marinin
Maxim Viktorovich Marinin (em russo:  Максим Викторович Маринин; Volgograd, RFS Rússia, 23 de março de 1977) é um patinador artístico russo que competiu em provas de duplas. Ele conquistou junto com sua parceira Tatiana Totmianina a medalha de ouro olímpicos na competição de duplas da patinação artística nos Jogos Olímpicos de Inverno de 2006 em Turim. Ainda em 2006 ele se retirou das competições.

## Principais resultados

### Com Tatiana Totmianina
| Resultados                                                                             | Resultados    | Resultados    | Resultados        | Resultados        | Resultados        | Resultados        | Resultados       | Resultados       | Resultados      | Resultados      | Resultados    | Resultados    |
| Internacional                                                                          | Internacional | Internacional | Internacional     | Internacional     | Internacional     | Internacional     | Internacional    | Internacional    | Internacional   | Internacional   | Internacional | Internacional |
| Evento/Temporada                                                                       | 1996– 1997    | 1997– 1998    | 1998– 1999        | 1999– 2000        | 2000– 2001        | 2001– 2002        | 2002– 2003       | 2003– 2004       | 2004– 2005      | 2005– 2006      |               |               |
| -------------------------------------------------------------------------------------- | ------------- | ------------- | ----------------- | ----------------- | ----------------- | ----------------- | ---------------- | ---------------- | --------------- | --------------- | ------------- | ------------- |
| Jogos Olímpicos                                                                        |               |               |                   |                   |                   | 4.º               |                  |                  |                 | Medalha de ouro |               |               |
| Campeonato Mundial                                                                     |               |               | 7.º               | 6.º               | 5.º               | Medalha de prata  | Medalha de prata | Medalha de ouro  | Medalha de ouro |                 |               |               |
| Campeonato Europeu                                                                     |               |               | 5.º               | 5.º               | Medalha de prata  | Medalha de ouro   | Medalha de ouro  | Medalha de ouro  | Medalha de ouro | Medalha de ouro |               |               |
| GP Grand Prix Final                                                                    |               |               |                   |                   |                   |                   | Medalha de ouro  | Medalha de prata |                 | Medalha de ouro |               |               |
| GP Cup of Russia                                                                       |               | 5.º           | 6.º               | Medalha de bronze | 6.º               |                   |                  | Medalha de ouro  |                 | Medalha de ouro |               |               |
| GP Skate America                                                                       |               |               | 7.º               |                   | Medalha de bronze | Medalha de bronze | Medalha de ouro  |                  | WD              |                 |               |               |
| GP Skate Canada International                                                          |               |               |                   |                   |                   | Medalha de prata  | Medalha de ouro  | Medalha de ouro  |                 |                 |               |               |
| GP Sparkassen Cup on Ice                                                               |               |               |                   |                   | Medalha de bronze |                   |                  |                  |                 |                 |               |               |
| GP Trophée Éric Bompard                                                                |               |               | 5.º               | Medalha de prata  |                   | 4.º               | Medalha de ouro  | Medalha de prata |                 | Medalha de ouro |               |               |
| Karl Schäfer Memorial                                                                  |               | 5.º           |                   |                   |                   |                   |                  |                  |                 |                 |               |               |
| Skate Israel                                                                           |               |               | Medalha de prata  |                   |                   |                   |                  |                  |                 |                 |               |               |
| Nacional                                                                               |               |               |                   |                   |                   |                   |                  |                  |                 |                 |               |               |
| Campeonato Russo                                                                       | 6.º           | 5.º           | Medalha de bronze | Medalha de bronze | Medalha de bronze | Medalha de prata  | Medalha de ouro  | Medalha de ouro  | Medalha de ouro | WD              |               |               |
|                                                                                        |               |               |                   |                   |                   |                   |                  |                  |                 |                 |               |               |
| Legenda: GP = Grand Prix; WD = Abandonou; Competição não foi disputada nesta temporada |               |               |                   |                   |                   |                   |                  |                  |                 |                 |               |               |